# ケドゥグ州
ケドゥグ州（ケドゥグしゅう、Région de Kédougou）は、セネガルの州。セネガルの南東部に位置し、州都はケドゥグ。
2008年9月10日、タンバクンダ州から東部のケドゥグ県を分割して設置された。面積は16,904km2、人口は約25万人（2023年国勢調査）で、14州の中で最も少ない。

## 隣接州
- タンバクンダ州
- マリ
- ギニア

## 下位行政区画

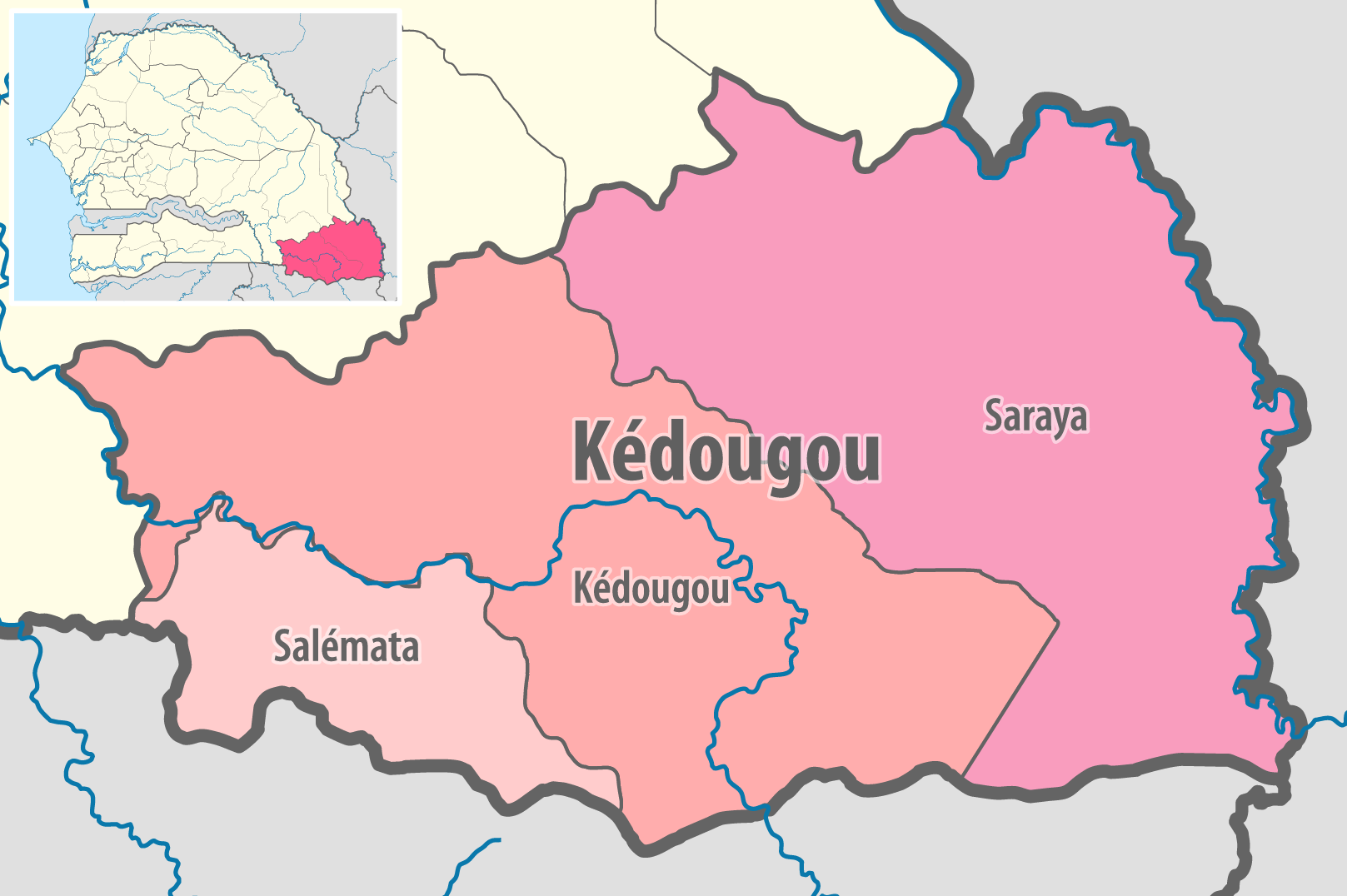
ケドゥグ州の県

ケドゥグ州は3県に分けられる。
- ケドゥグ県
- サラヤ県
- サレマタ県